# Trent Miner
Trent Miner, född 5 februari 2001, är en kanadensisk professionell ishockeymålvakt som är kontrakterad till Colorado Avalanche i National Hockey League (NHL) och spelar för Colorado Eagles i American Hockey League (AHL).
Han har tidigare spelat för Utah Grizzlies i ECHL och Vancouver Giants i Western Hockey League (WHL).
Miner draftades av Colorado Avalanche i sjunde rundan i 2019 års draft som 202:a spelare totalt.